# سوندالاند

جرف ساهول وجرف سوندا اليوم. المنطقة الواقعة بينهما تسمى "والاسيا"

سوندالاند (بالإنجليزية: Sundaland)‏ (وتسمى أيضًا سوندايكا أو منطقة سوندايك) هي منطقة جغرافية حيوية في جنوب شرق آسيا أنسجمت مع كتلة أرضية أكبر جعلتها مكشوفة طوال آخر 2.6 مليون سنة خلال فترات انخفاض مستويات سطح البحر. وهي تشمل كل من بالي وبورنيو وجاوة وسومطرة في إندونيسيا والجزر الصغيرة المحيطة بها، بالإضافة إلى شبه جزيرة ملايو في البر الرئيسي الآسيوي.